# بریگان، نیو ساوت ولز
بریگان (به انگلیسی: Berrigan) یک شهرک در استرالیا است که در Berrigan Shire واقع شده‌است.